# Dialyse

Een man ondergaat dialyse

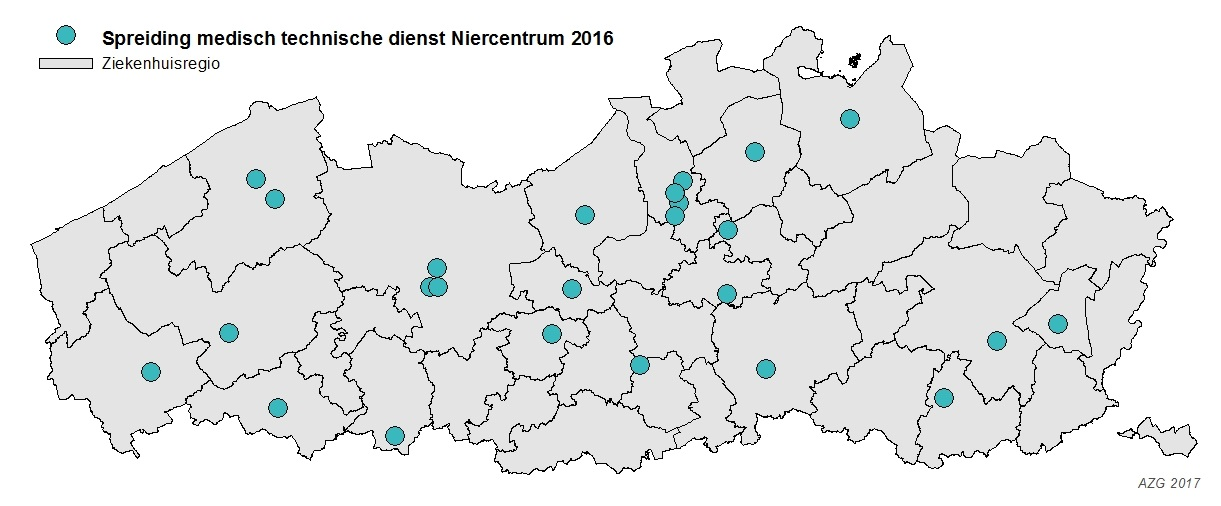
Spreiding van niercentra bij ziekenhuizen in Vlaanderen (2016).

Dialyse is de uitwisseling van in water opgeloste stoffen door een semipermeabel membraan. Vaak wordt dialyse gebruikt als synoniem voor hemodialyse, een van de bestaande nierfunctievervangende therapieën. Dit zijn therapieën om patiënten met nierfalen in leven te houden, al dan niet in afwachting van een niertransplantatie.

## Geschiedenis

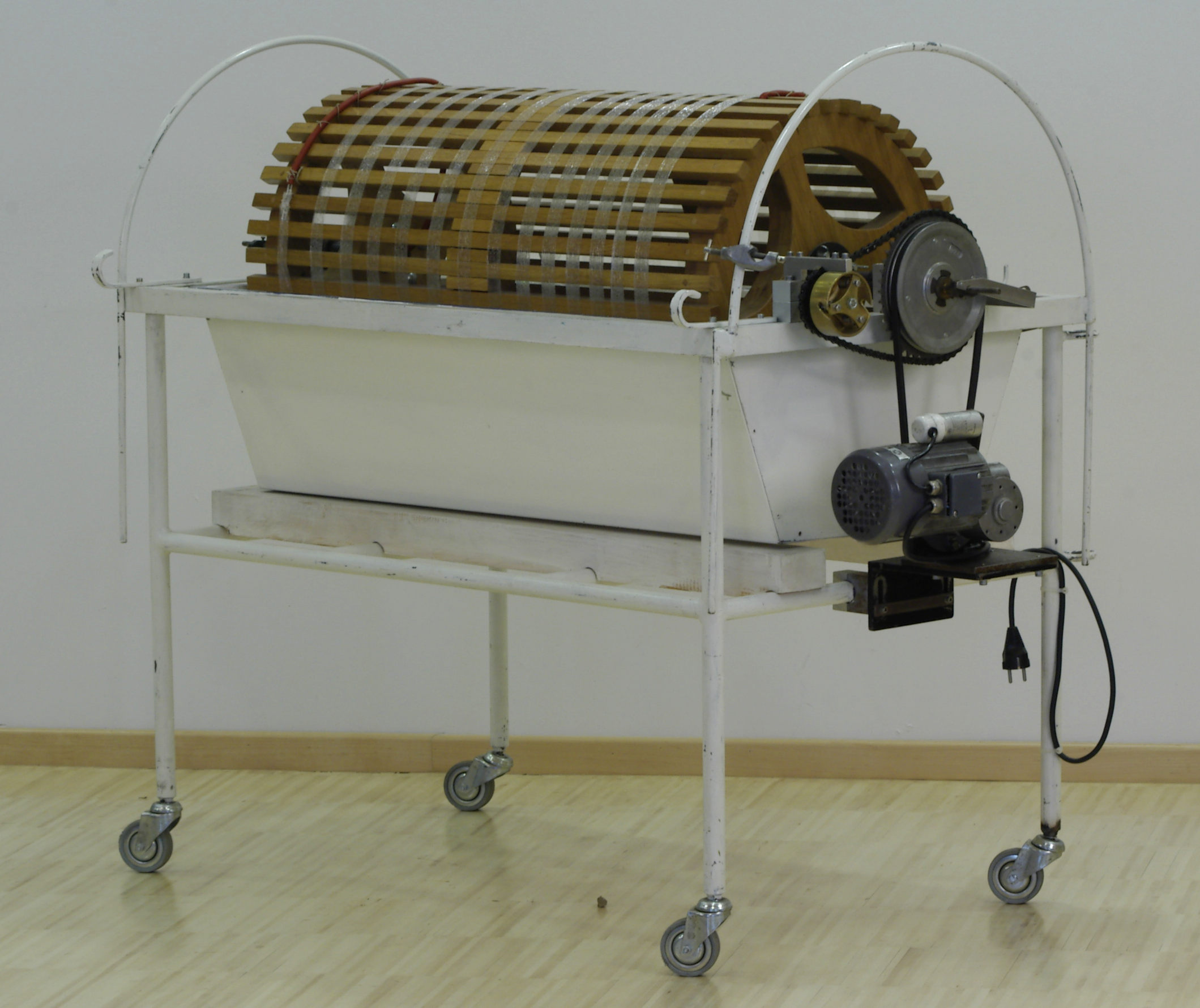
Kunstnier van Kolff

De eerste succesvolle hemodialyse op een levend wezen (een hond) werd uitgevoerd in 1912 door John Abel, Leonard G. Rowntree en B.B. Turner. Ze dialyseerden het bloed door dit buiten het lichaam te laten circuleren in een toestel met buisjes van collodium. Problemen waar zij tegen aan liepen, waren echter de stolling van het bloed en de hoge kosten van de apparatuur.
In 1915 werd heparine ontdekt. Pas in 1928 slaagde men er in heparine geschikt te maken voor therapie. Heparine maakte het mogelijk de stolling van het bloed beter te reguleren.
De eerste poging een mens te dialyseren werd in 1928 uitgevoerd door Georg Haas. Hierbij werd geëxperimenteerd met verschillende soorten membranen. Cellofaan, een afgeleide van cellulose, bleek de beste keuze. Haas ontdekte het principe van ultrafiltratie.
In 1938 maakte de Nederlander Willem Kolff in Kampen de eerste kunstnier. Dit was een omvangrijk apparaat waarbij een trommel ronddraaide in een bak met dialysaat. In februari 1943 werd de eerste dialyse uitgevoerd door middel van dit apparaat. De eerste patiënten overleden tijdens of kort na de dialyse. Op 11 september 1945 werd een dialyse uitgevoerd bij "patiënt nummer 17", een patiënte met acuut nierfalen genaamd Sofia Maria Schafstadt. Dankzij de dialyse konden haar nieren herstellen en overleefde de patiënte.

## Soorten
De volgende typen van nierfunctievervangende therapie kunnen worden onderscheiden:
1. op basis van dialyse: hemodialyse en peritoneaaldialyse
2. op basis van geforceerde filtratie: hemofiltratie
3. op basis van de combinatie van dialyse en hemofiltratie: hemodiafiltratie
4. op basis van adsorptie: hemoperfusie
5. Niertransplantatie

Plasmaferese is geen nierfunctievervangende therapie, maar wordt wel vaak op een dialyse-afdeling toegepast.

## Principe

### Dialyse
Dialyse maakt gebruik van de principes diffusie en osmose. Het basisidee betreft de uitwisseling van vocht, zouten, zuren en afvalstoffen tussen bloed en spoelvloeistof (het dialysaat of 'badwater') langs een semipermeabel membraan. Door diffusie zullen bepaalde stoffen zich door het membraan verplaatsen van hoge naar lage concentratie. 

Er zijn twee methoden: bij hemodialyse bevindt het semipermeabel membraan zich buiten het lichaam in een kunstnier. Bij peritoneale dialyse is het buikvlies het semipermeabel membraan.

### Geforceerde filtratie
Bij geforceerde filtratie wordt het bloed gefilterd en voor het grootste gedeelte vervangen door een vervangende vloeistof (dilutievloeistof). Het bloed wordt hierbij langs een membraan geleid waarover een sterk negatieve druk heerst. Stoffen met een molecuulgewicht van 20000 dalton en kleiner worden samen met het vocht onttrokken aan het bloed. Geforceerde filtratie berust dus geheel op convectie (er vindt geen diffusie plaats).

### Adsorptie
Bij nierfunctievervangende therapieën gebaseerd op adsorptie stroomt het bloed langs een kolom met adsorbens. Vaak gaat het om koolstof of een soort hars. De adsorbens adsobeert de afvalstoffen uit het bloed.

## Vormen van therapie
Afhankelijk van de patiënt kan gekozen worden voor een therapie waarbij de patiënt al dan niet actief betrokken wordt bij zijn therapie. Hierbij zijn er drie vormen:
- Actief: de patiënt leert zich zelfstandig te dialyseren
- Passief: de handelingen voor de therapie worden verricht door een dialyseverpleegkundige
- Meerzorgdialyse: handelingen worden voor een deel overgenomen door dialyseverpleegkundigen. De beperkte zelfstandigheid maakt het mogelijk toch thuis of in een zelfstandig dialysecentrum te dialyseren.

Op grond van deze indeling kan gekozen worden voor verschillende opties.
1. intramuraal: in het dialysecentrum van het ziekenhuis wordt de nierfunctievervangende therapie uitgevoerd door dialyseverpleegkundigen. Hoewel sommige handelingen door de patiënt zelf worden uitgevoerd is er meestal sprake van passieve therapie. In Nederland zijn er ongeveer 60 dialysecentra. Kinderen worden doorgaans gedialyseerd in speciale kinderdialysecentra.
2. semimuraal: in een zelfstandig dialysecentrum (soms 'Diatels' genoemd) wordt zowel actieve als meerzorg dialyse gegeven in een meer huiselijke omgeving. Hieronder vallen ook de vakantiedialysecentra.
3. extramuraal: onder begeleiding van een thuisdialysecentrum kunnen patiënten thuis dialyseren. Net als bij het zelfstandige dialysecentrum is er sprake van een actieve of meerzorg vorm. Patiënten worden thuis begeleid door een speciaal hiervoor opgeleide dialyseassistent. Soms is dit een verpleegkundige: de verpleegkundige dialyseassistent. Bij (C)APD gaat het doorgaans om actieve dialyse en voert de patiënt thuis alle handelingen zelfstandig uit.